# 36994 Pugel
36994 Pugel este o planetă minoră (asteroid), cu un diametru de 4,285 km, din centura de asteroizi. A fost descoperită pe 25 septembrie 2000 la Stația Anderson Mesa de Lowell Observatory Near-Earth-Object Search. 
Obiectul prezintă o orbită caracterizată de o semiaxă mare de 2,6484898 UAi, o excentricitate de 0,16, o înclinație de 12,16287 ° în raport cu ecliptica.